# Vidou
Vidou település Franciaországban, Hautes-Pyrénées megyében. Lakosainak száma 81 fő (2022. január 1.). Vidou Lalanne-Trie, Lubret-Saint-Luc, Luby-Betmont, Tournous-Darré, Trie-sur-Baïse és Villembits községekkel határos.

## Népesség
A település népessége az elmúlt években az alábbi módon változott:
| Lakosok száma | 92   | 100  | 106  | 106  | 109  | 112  | 101  | 91   | 81   |
|               | 2013 | 2015 | 2016 | 2017 | 2018 | 2019 | 2020 | 2021 | 2022 |